# Daniel Sanders (pilota motociclistico)
Daniel Sanders (30 agosto 1994) è un pilota motociclistico australiano di rally e motocross, vincitore del Rally Dakar 2025.

## Carriera
Sanders partecipa al Rally Dakar dal 2021, dove si è classificato quarto assoluto ed è stato nominato "Best Rookie" come pilota privato KTM nel 2021, e guida per il GasGas Factory Racing Team dal 2022. Al Rally Dakar 2022, Sanders ha vinto tre delle sei tappe nella categoria motociclistica ed era terzo assoluto in quel momento, finché non è stato coinvolto in un incidente poco prima dell'inizio della settima tappa speciale e ha dovuto ritirarsi dal rally. Al Rally Dakar 2023, Sanders ha vinto la terza tappa e ha guidato la classifica generale fino alla quarta tappa. Ha concluso il rally al settimo posto, 25 minuti dietro, dopo aver sofferto di intossicazione alimentare. Nel 2025, con cinque tappe vinte, si aggiudica la Darak portando il ventesimo titolo nella categoria moto a KTM.

## Risultati

### Rally Dakar
| Anno | Classe | Scuderia                       | Motocicletta          | Pos. | TV |
| ---- | ------ | ------------------------------ | --------------------- | ---- | -- |
| 2021 | Moto   | KTM Factory Team               | KTM 450 Rally Replica | 4°   | 0  |
| 2022 | Moto   | GasGas Factory Team            | GasGas RC450F         | Rit  | 2  |
| 2023 | Moto   | Red Bull GasGas Factory Racing | GasGas RC450F         | 7°   | 1  |
| 2024 | Moto   | Red Bull GasGas Factory Racing | GasGas RC450F         | 8°   | 0  |
| 2025 | Moto   | Red Bull KTM Factory Racing    | KTM 450 Rally Replica | 1°   | 5  |

### Campionato mondiale di rally raid
| Anno | Scuderia                       | Vettura                  | 1     | 2       | 3     | 4       | 5       | Pos. | Punti |
| ---- | ------------------------------ | ------------------------ | ----- | ------- | ----- | ------- | ------- | ---- | ----- |
| 2023 | Red Bull GasGas Factory Racing | GasGas 450 Rally Factory | DAK 7 | ABU Rit | SON 1 | DES Rit | MAR Rit | 8°   | 39    |
| 2025 | Red Bull KTM Factory Racing    | KTM 450 Rally            | DAK 1 | ABU 1   | SUD 1 | POR     | MAR     |      | 88    |

## Palmarès
- Campione australiano off-road: 2019
- Campione Outright ISDE: 2019
- 1 Hattah Desert Race: 2022
- 1 Sonora Rally: 2023
- 1 Rally del Marocco: 2024
- 1 Rally Dakar: 2025